# Edvard Larsen
Edvard Larsen (Martin Edvard Larsen; * 27. Oktober 1881 in Oslo; † 10. September 1914 ebenda) war ein norwegischer Dreispringer.
Bei den Olympischen Spielen 1908 in London gewann er mit seiner persönlichen Bestleistung von 14,395 m die Bronzemedaille hinter Tim Ahearne (14,915 m) und Garfield MacDonald (14,76 m). 1912 wurde er bei den Olympischen Spielen in Stockholm Sechster mit 14,06 m.
Viermal wurde er norwegischer Meister im Dreisprung (1900, 1906, 1908, 1911) und zweimal im Weitsprung (1906, 1908).